# Малое Паленово
Малое Паленово — деревня в Макаровском сельском округе Судоверфского сельского поселения Рыбинского района Ярославской области.

## География
Деревня расположена в окружении лесов к северу от автомобильной дороги Рыбинск-Глебово. Деревня Большое Паленово расположена северо-западнее. Просёлочная дорого от деревни в южном направлении выходит на автомобильную дорогу в деревне Глушицы. В северном направлении эта дорога ведёт через Кошелево на Большое Андрейково.

## История
На плане Генерального межевания Рыбинского уезда 1792 года обозначена единая деревня Поленова.

## Население
| 2007 | 2010 |
| ---- | ---- |
| 0    | →0   |

## Инфраструктура
Деревня обслуживается почтовым отделением в Харитоново. По почтовым данным в деревне 5 домов. Улицы не именуются.